# Patrick Pedersen
Patrick Pedersen (Hirtshals, 25 november 1991) is een Deens voetballer die als aanvaller speelt. Pedersen speelt sinds 2019 voor het IJslandse Valur Reykjavík.

## Erelijst
| Competitie            |                 |                           |                 |                 |
| Competitie            | Aantal          | Jaren                     |                 |                 |
| Valur Reykjavik       | Valur Reykjavik | Valur Reykjavik           | Valur Reykjavik | Valur Reykjavik |
| --------------------- | --------------- | ------------------------- | --------------- | --------------- |
| IJslands kampioen     | 3x              | 2016/17, 2017/18, 2019/20 |                 |                 |
| IJslands bekerwinnaar | 1x              | 2014/15                   |                 |                 |
| IJslandse League Cup  | 1x              | 2017/18                   |                 |                 |
| FC Sheriff Tiraspol   |                 |                           |                 |                 |
| Moldavisch kampioen   | 1x              | 2018/19                   |                 |                 |

Individueel:
Topscoorder Úrvalsdeild: 2x (2014/15 13 doelpunten en 2017/18 17 doelpunten)